# Fréville (Sena Marítimo)
Fréville era una comuna francesa situada en el departamento de Sena Marítimo, de la región de Normandía, que el 1 de enero de 2016 pasó a ser una comuna delegada de la comuna nueva de Saint-Martin-de-l'If al fusionarse con las comunas de Betteville, La Folletière y Mont-de-l'If.

## Demografía
| Gráfica de evolución demográfica de Fréville (Sena Marítimo) entre 1800 y 2013 |
|                                                                                |

Los datos demográficos contemplados en este gráfico de la comuna de Fréville se han cogido de 1800 a 1999 de la página francesa EHESS/Cassini, y los demás datos de la página del INSEE.